# Uuno Laukka
Uuno Arvi Laukka (20. března 1914 Oulu – 31. května 1978, tamtéž) byl finský fotograf. Své celoživotní dílo odvedl především v regionu Oulu, kde popsal vývoj města od 30. do 70. let 20. století . 

## Životopis
V letech 1930–1945 Laukka pracoval v redakci deníku Sanomalehti Kaleva, nejprve jako tiskař a později jako fotoreportér. Během války pracoval jako oficiální válečný fotograf ve směru Uhtua a Kiesting a v závěrečné fázi války v létě 1944 na Karelské šíji . Krátce po válce Laukka založil vlastní obchod s fotografiemi, který fungoval pod názvem Pohjan Kuva Oy do roku 1953 a Fotografiamo Laukka do roku 1978. 

## Sborník
- Oulu. Koskien kaupunki – 1951 (WSOY)

## Galerie

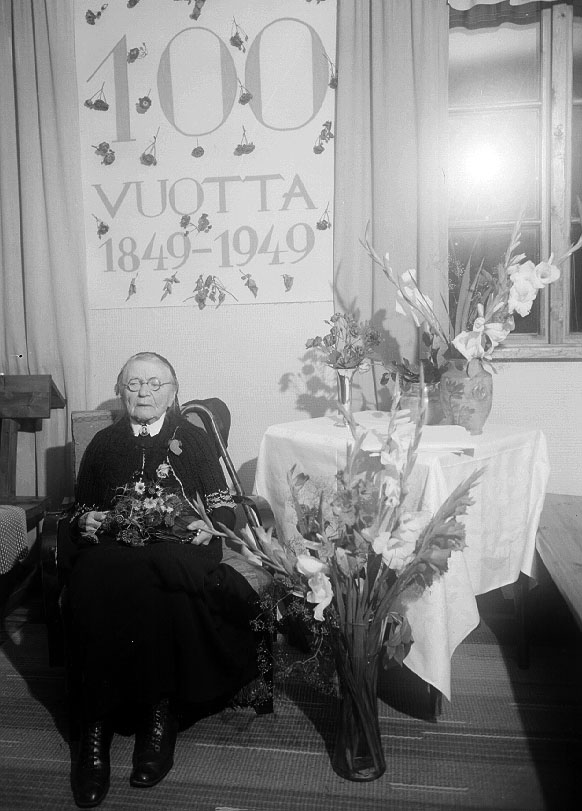
Finská fotografka Ina Liljeqvistová oslavuje 100 let, 1949
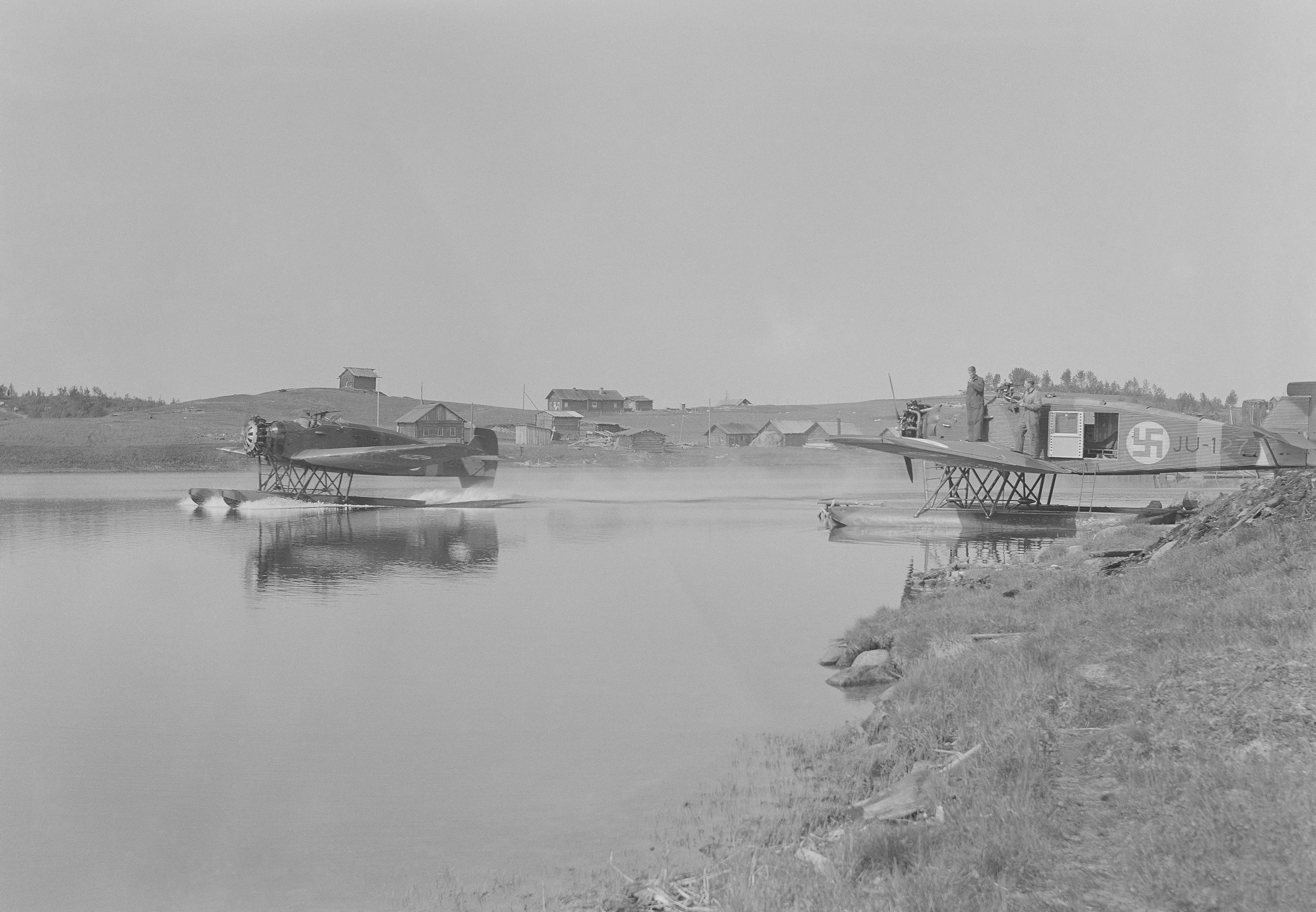
Junkers K43, 1942
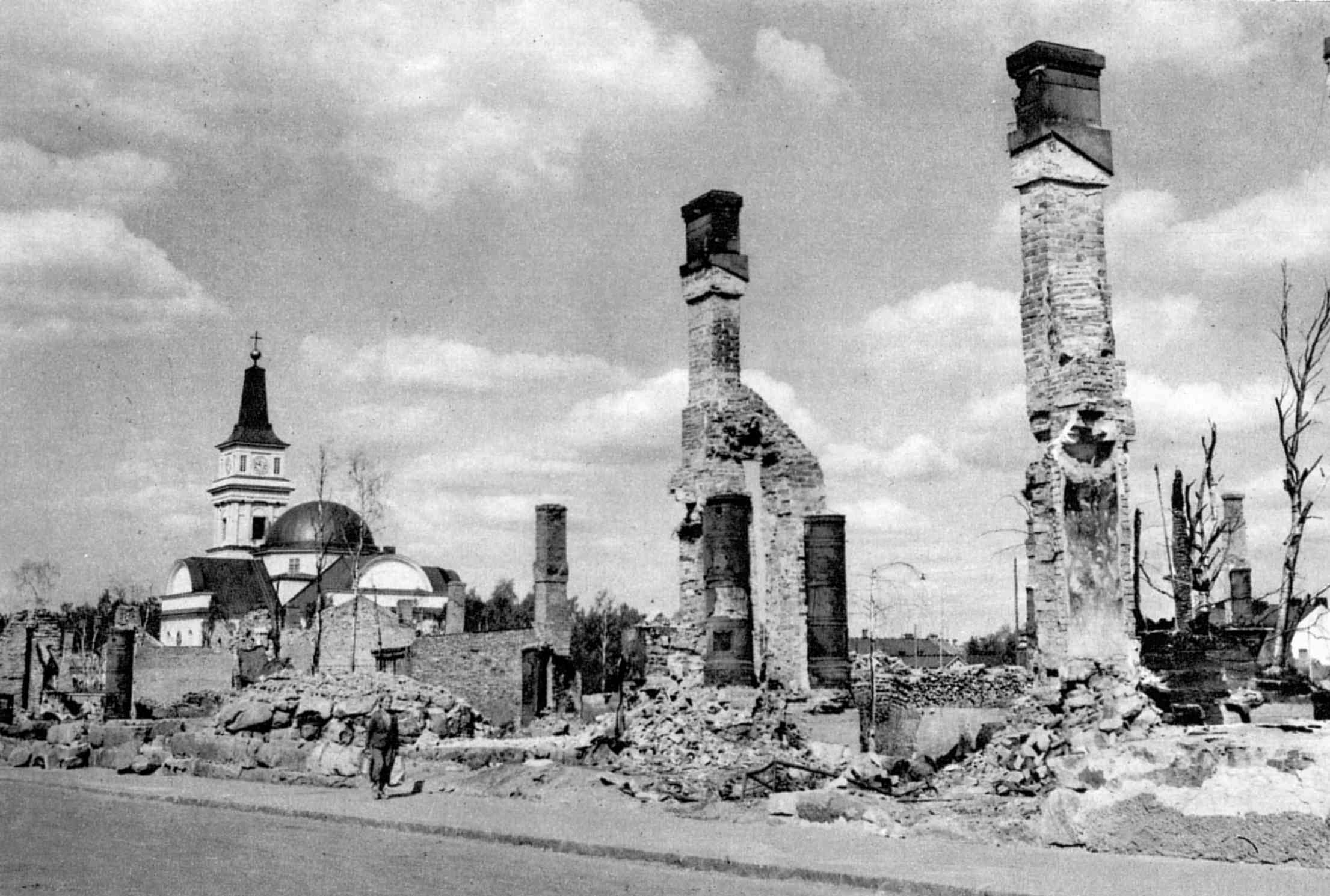
Oulu, 1944
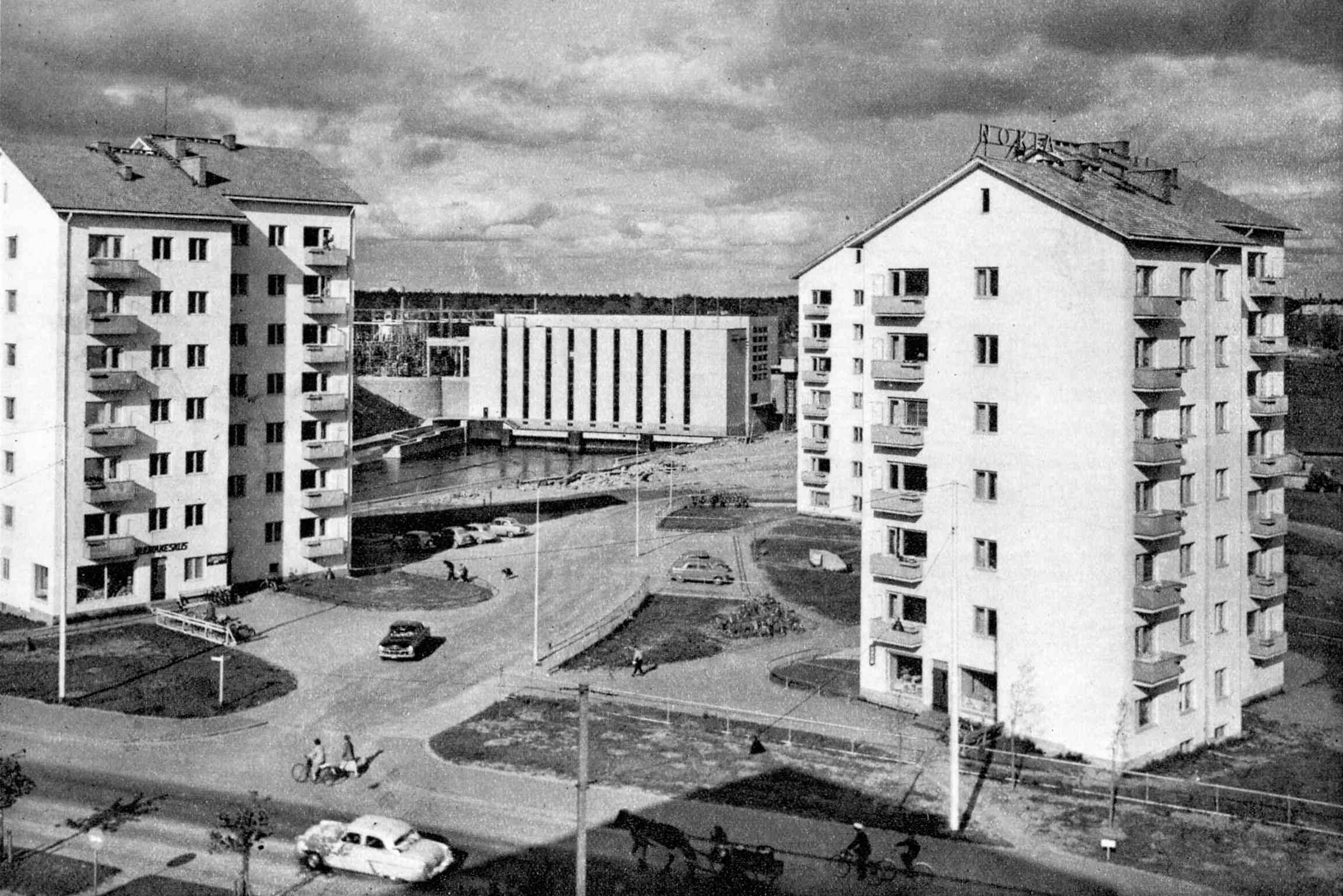
Oulu, 1950